# Dicheirotrichus
Dicheirotrichus — род жужелиц из подсемейства Harpalinae.

## Описание
Промежутки надкрылий в густых точках и волосках или же голые и гладкие. На надкрыльях нет точечных бороздок.

## Систематика
В составе рода:
- Dicheirotrichus chloroticus (Dejean, 1829)
- Dicheirotrichus desertus (Motschulsky, 1850)
- Dicheirotrichus discicollis (Dejean, 1829)
- Dicheirotrichus discolor (Faldermann, 1836)
- Dicheirotrichus godarti (E. Jacquet, 1882)
- Dicheirotrichus gustavii Crotch, 1871
- Dicheirotrichus lacustris (L. Redtenbacher, 1858)
- Dicheirotrichus mannerheimii (R.F. Sahlberg, 1844)
- Dicheirotrichus obsoletus (Dejean, 1829)
- Dicheirotrichus pallidus (Dejean, 1829)
- Dicheirotrichus punicus Bedel, 1899
- Dicheirotrichus rufithorax (C. R. Sahlberg, 1827)
- Dicheirotrichus stenothorax (Kabak & Kataev, 1993)
- Dicheirotrichus tscheresovae (Komarov, 1995)
- Dicheirotrichus ustulatus (Dejean, 1829)